# Religion (album)
Pour les autres significations, voir Religion.
Albums de Niagara
Quel enfer !
(1988) La Vérité
(1992)
Singles
1. J'ai vu
Sortie : 1990
2. Pendant que les champs brûlent
Sortie : 1990
3. Psychotrope
Sortie : 1991
4. La vie est peut-être belle
Sortie : 1991

Religion est le troisième album du groupe Niagara, sorti en 1990. 
Il se vend à plus de 300 000 exemplaires en France. 

## Liste des pistes
| No  | Titre                                          | Auteur                         | Durée |
| --- | ---------------------------------------------- | ------------------------------ | ----- |
| 1.  | Le ciel s'est déchiré                          | Daniel Chenevez, Muriel Moreno | 4:11  |
| 2.  | J'ai vu                                        | Daniel Chenevez, Muriel Moreno | 3:52  |
| 3.  | Chemin de croix                                | Daniel Chenevez, Muriel Moreno | 4:35  |
| 4.  | Pendant que les champs brûlent                 | Daniel Chenevez, Muriel Moreno | 4:01  |
| 5.  | Au-delà de la rivière                          | Daniel Chenevez, Muriel Moreno | 3:25  |
| 6.  | Chien rouge                                    | Daniel Chenevez, Muriel Moreno | 3:52  |
| 7.  | Psychotrope                                    | Daniel Chenevez, Muriel Moreno | 3:20  |
| 8.  | La vie est peut-être belle                     | Daniel Chenevez, Muriel Moreno | 3:26  |
| 9.  | L'Âme des vandales                             | Daniel Chenevez, Muriel Moreno | 3:55  |
| 10. | Pardon à mes ennemis                           | Daniel Chenevez, Muriel Moreno | 3:34  |
| 11. | Ma vie est un serpent au cœur froid (bonus CD) | Daniel Chenevez, Muriel Moreno | 3:00  |

## Crédits[2]
| - Erwin Autrique - ingénieur son - René van Barneveld - guitare, pedal steel guitar - Dominique Blanc-Francard - mixage, au studio Plus XXX (Paris) - Werner Braïto - harmonica - Jean-Pierre Catoul - violon - Philippe Cerboneschi - ingénieur son - Daniel Chenevez - arrangements, claviers, orgue Hammond, piano, programmation - Yves Cortvrint - alto - Jean-Paul Dessy - violoncelle - Grégoire Duynslaeger - violon - Marc Godfroid - trombone - Julia Loko - chœurs - André Margail - guitare | - Michel Marin - chœurs, saxophone - Frank Michiels - percussion - Muriel Moreno - chanteuse, chœurs - Patrick Mortier - trompette - Robert Mosuse - chœurs - Ronny Mosuse - chœurs - Thierry Rajic - photographie intérieure - Christian Ramon - ingénieur son - Mikaël Sala - batterie - Beverly Jo Scott - chœurs - Jean-Christophe Vareille - assistant ingénieur son - Evert Verhees - basse - Zigen - photographie recto et verso |